# Finsbury Park (Metropolitano de Londres)
Finsbury Park é uma estação de intercâmbio intermodal no Norte de Londres. Serve o Metropolitano de Londres, a National Rail e serviços de ônibus. A estação é a terceira estação de metrô mais movimentada fora da Zona 1, com mais de 33 milhões de passageiros usando a estação em 2019.

## Serviços atuais e futuros da National Rail

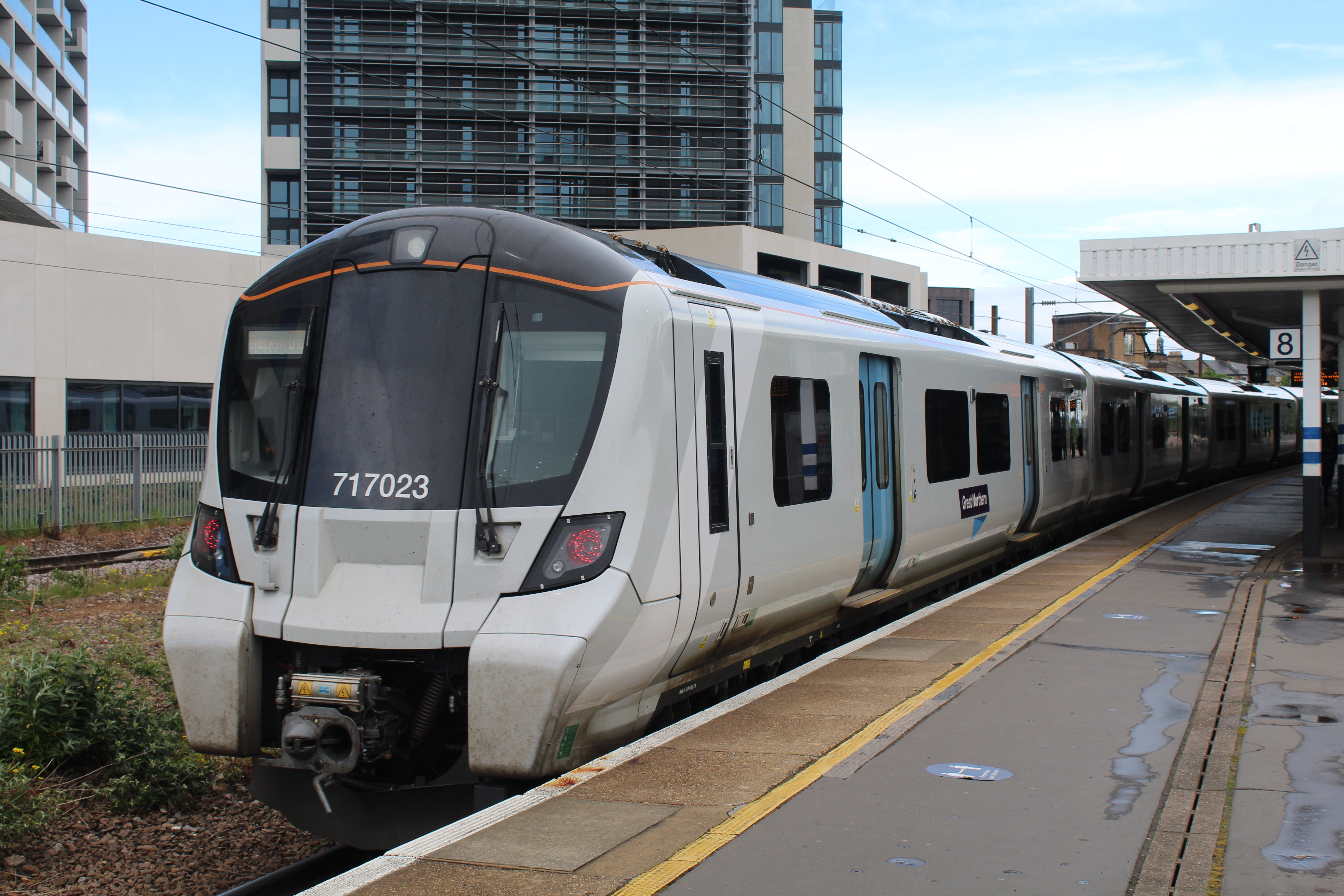
Serviço da Great Northern Class 717 em Finsbury Park

A estação da National Rail acima do solo, que tem uma bilheteria separada para a estação de metrô, é gerenciada e servida pela Great Northern. Trens de Moorgate e King's Cross formam serviços suburbanos internos para Stevenage via Hertford North e Welwyn Garden City e serviços suburbanos externos partem de Kings Cross em direção a Peterborough e Cambridge. O serviço suburbano interno anteriormente não atendia à filial de Moorgate à noite e nos fins de semana, sendo desviado para London Kings Cross. Atualmente, existem seis plataformas, mas apenas cinco faixas, pois as plataformas 6 e 7 compartilham uma faixa (embora a plataforma 6 não seja mais numerada ou utilizada separadamente). As plataformas foram renumeradas em 19 de maio de 2013 para se preparar para duas novas plataformas, com todos os números existentes aumentados em 2. Normalmente, a plataforma 1 é usada por serviços suburbanos no sentido sul para Moorgate, a plataforma 2 por serviços regionais no sentido sul para King's Cross e serviços Thameslink no sentido sul, a plataforma 7 (e ocasionalmente também plataforma 5) por serviços regionais norte de King's Cross e norte Thameslink Services, e plataforma 8 por serviços suburbanos norte de Moorgate.

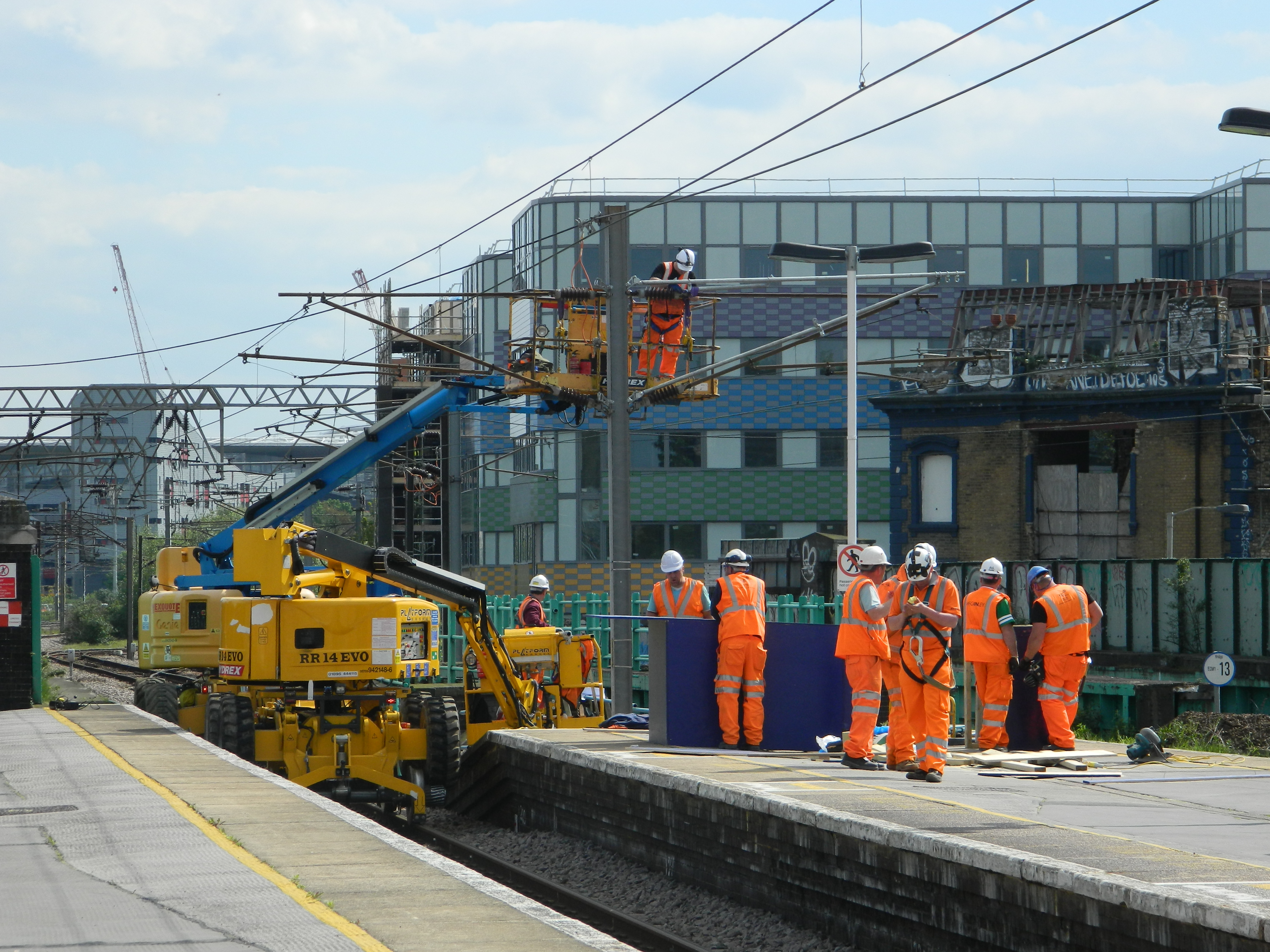
Trabalhadores testando eletricidade em Finsbury Park na plataforma 5

## Metrô de Londres
A estação é servida pelas linhas Piccadilly e Victoria. Embora considerada uma estação de metrô de 'nível profundo', Finsbury Park não tem escadas rolantes, pois suas linhas estão a menos de 6 m abaixo do nível da rua.
O acesso às plataformas das linhas Piccadilly e Victoria era anteriormente apenas por escada, alcançada por duas passagens estreitas que impediam a instalação de barreiras de passagem. Como parte da atualização da estação na década de 2010, barreiras de passagem foram instaladas nas entradas leste e oeste da estação, bem como o fornecimento de acesso sem degraus em toda a estação.